# Саксофон
Саксофо́н (фр. saxophone) — духовой музыкальный инструмент с одинарной тростью. Сконструирован бельгийским мастером Адольфом Саксом в первой половине 1840-х годов. Обладает своеобразным выразительным звучанием и большой технической подвижностью. С середины XIX века используется в духовом оркестре, реже — в симфоническом. Один из основных инструментов в джазе и родственных ему жанрах, а также в эстрадной музыке.

## История

### В классической музыке
Изобретение саксофона относится к началу 1840-х годов. В это время Сакс, работавший в музыкальной мастерской своего отца в Динане и уже получивший несколько патентов, искал возможности устранить интонационные расхождения между деревянными и медными инструментами духовых оркестров, заполнить тембровое пространство между ними и заменить громоздкие и несовершенные басовые офиклеиды. Именно под названием «мундштучный офиклеид» новый инструмент был впервые представлен на Брюссельской промышленной выставке в августе 1841 года. Этот инструмент обладал металлическим коническим корпусом, мундштуком с одинарной тростью (почти без изменения заимствованным у кларнета), системой кольцевых клапанов Теобальда Бёма, но при этом имел «змееобразную» (скрученную) форму.
В 1842 году Сакс прибыл в Париж, где также планировал продвигать своё новое изобретение. 12 июня композитор Гектор Берлиоз, друг Сакса и музыкальный новатор, публикует в парижском «Journal des débats» статью, посвящённую новому инструменту, к которому впервые применяет название «саксофон», вскоре получившее широкое распространение. Берлиоз же стал автором первого сочинения с участием саксофона — Хорала для голоса и шести духовых инструментов, в котором помимо саксофона использовались и другие инструменты, сконструированные или усовершенствованные Саксом (например, бас-кларнет). 3 февраля 1844 года композитор сам продирижировал этим произведением, а уже в декабре саксофон впервые появился в оперном оркестре на премьере оперы Жоржа Кастнера «Последний царь Иудеи». В том же году саксофон был представлен на промышленной выставке в Париже. Описывая события 1845—1846 годов Берлиоз писал в своих «Мемуарах»: «Саксофон — этот новый член семейства кларнетов, и при том весьма ценный при условии, что исполнители научатся показывать все его качества, — должен ныне занять особое место в системе консерваторского обучения, потому что уже не далёк момент, когда все композиторы пожелают его использовать».
21 марта 1846 года Сакс подал во Франции заявку на патент на «систему духовых инструментов, называемых саксофонами», включавшую восемь разновидностей. За год до того саксофоны вместе с другими инструментами, сконструированными Саксом (саксгорнами и саксотрубами), были введены во французские военные оркестры для замены гобоев, фаготов и валторн.

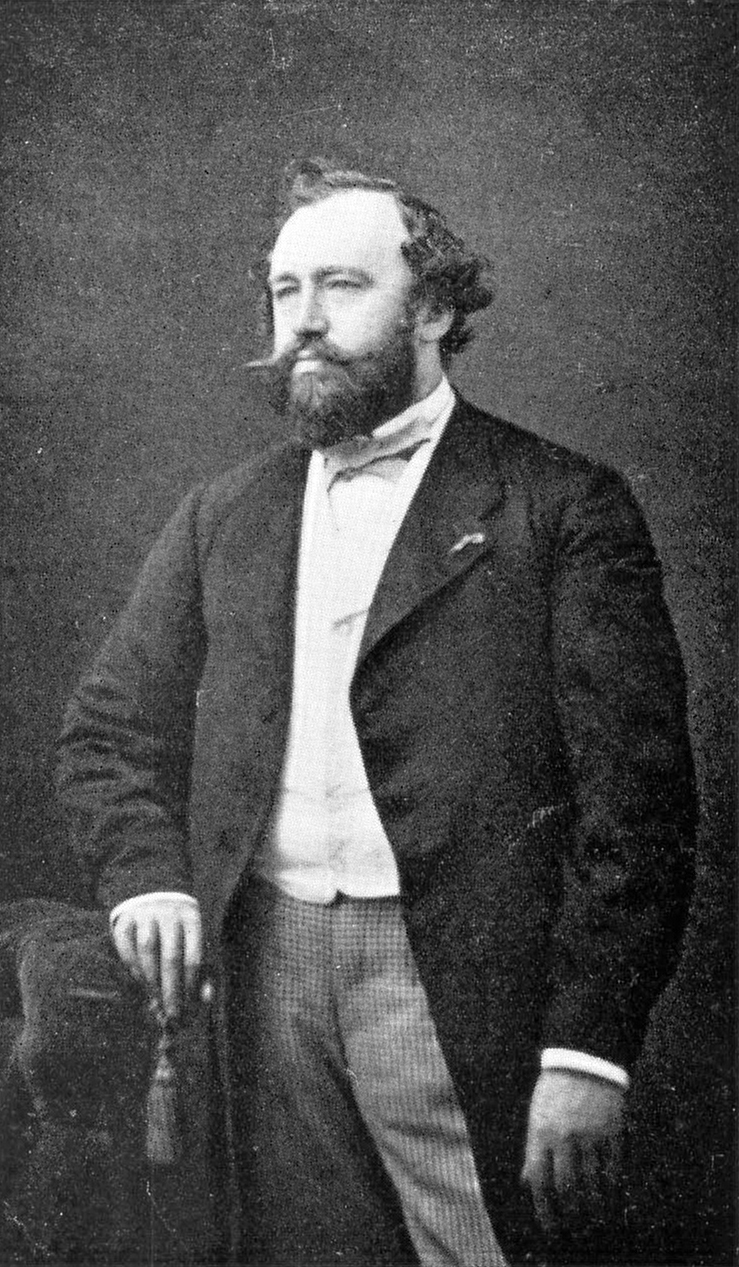
Адольф Сакс

Будучи знатоком оркестровки и возможностей инструментов, Берлиоз включил в свой труд «Искусство инструментовки» достаточно обширную статью о саксофонах и дал этим инструментам положительную характеристику. Композиторы периодически включали саксофон в оркестр (как правило, в операх): Галеви — «Вечный жид» (1852), Мейербер — «Африканка» (1865), Тома — «Гамлет» (1868) и «Франческа да Римини» (1882), Делиб — «Сильвия» (1876), Массне — «Король Лахорский» (1877), «Иродиада» (1881) и «Вертер» (1886), Сен-Санс — «Генрих VIII» (1883), Венсан д’Энди — «Фервааль» (1895) и др. В симфоническом оркестре саксофон использовался намного реже, один из самых известных случаев его применения — музыка Жоржа Бизе к драме Альфонса Доде «Арлезианка» (1874), где этому инструменту поручены два больших сольных эпизода.
В 1857—1870 годах Сакс преподавал игру на саксофоне в военном училище при Парижской консерватории. За эти годы он подготовил множество первоклассных музыкантов и вдохновил композиторов на создание сочинений, написанных специально для саксофона (в частности, постоянное сотрудничество связывало Сакса с его другом юности Жаном-Батистом Синжеле, регулярно писавшим Саксу конкурсные пьесы для экзаменов). Но в 1870 году разразилась война, большинство учеников училища ушли на фронт, и спустя некоторое время оно было закрыто. Класс саксофона в Парижской консерватории был открыт лишь в 1942 году. После 1870 года в Европе начался период упадка интереса к инструменту, однако «эстафету» приняли американские музыканты, в частности, Элиза Холл, успешно выступавшая в качестве сольного исполнителя.

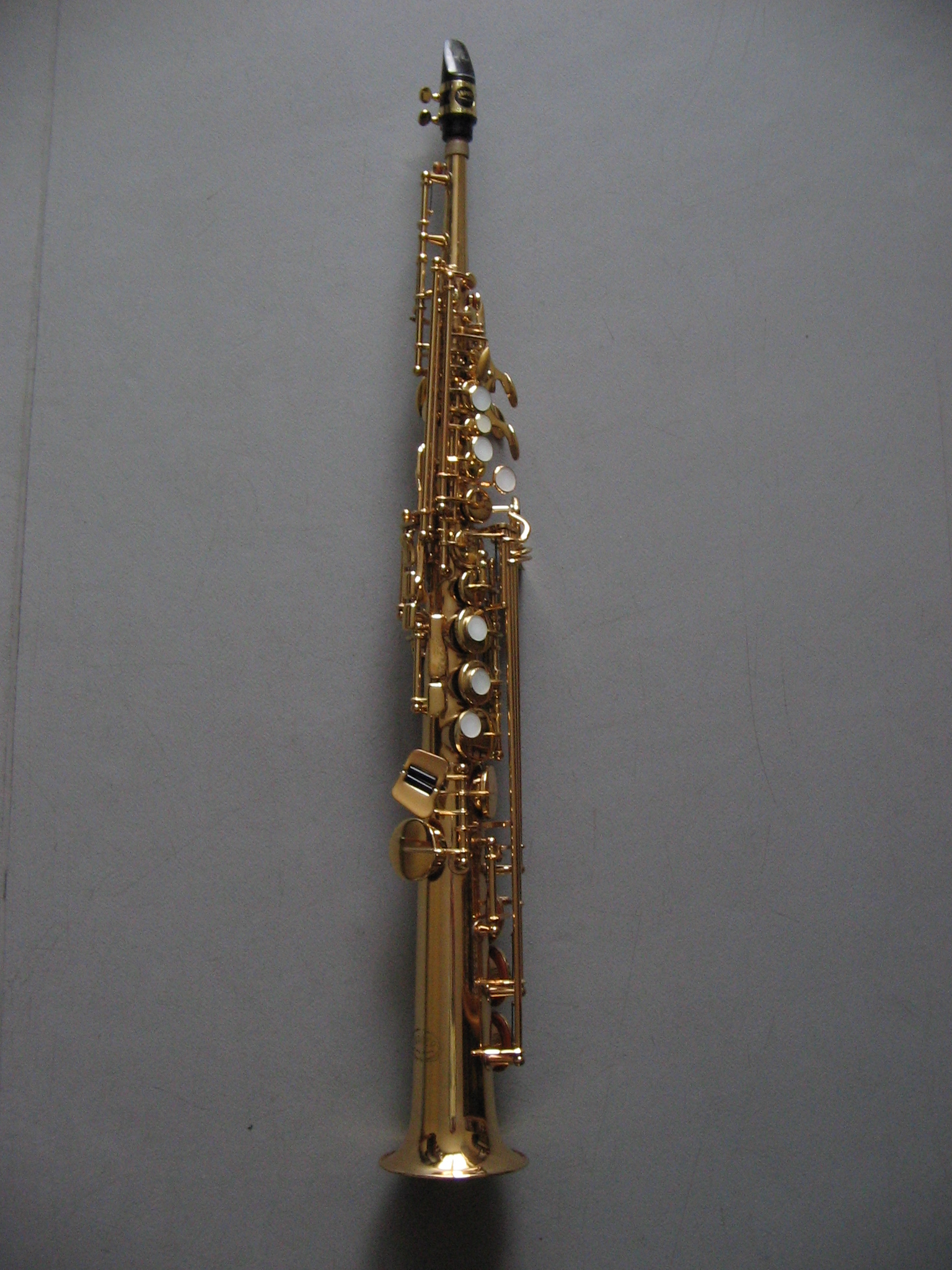
Сопрановый саксофон

Начало XX века отмечено новым всплеском интереса классических композиторов к саксофону. В 1920-е годы в свои сочинения его ввели Дариюс Мийо (балет «Сотворение мира»), Жермен Тайфер, Морис Равель (в его «Болеро» используется сразу три саксофона — сопранино, сопрано и тенор), Мануэль Розенталь и другие. Кроме того, проникавший в Европу джаз, где саксофон уже стал одним из доминирующих инструментов, имел большой успех. Это и предопределило триумфальное возвращение саксофона и его необычайную популярность в музыке XX века.
Среди других сочинений этого времени, в которых задействован саксофон, можно упомянуть оперу «Кардильяк» (1926) Пауля Хиндемита, балет «Золотой век» Дмитрия Шостаковича (1930), сюиту «Поручик Киже» (1934) и балет «Ромео и Джульетта» (1938) Сергея Прокофьева, ораторию «Жанна д’Арк на костре» (1935) Артюра Онеггера, Скрипичный Концерт и оперу «Лулу» Альбана Берга, балет «Гаянэ» Хачатуряна а также многие другие произведения. Саксофон исполняет главную тему в пьесе «Старый замок» из цикла «Картинки с выставки» Модеста Мусоргского в оркестровке Мориса Равеля, а также лиричное соло в среднем разделе первой части «Симфонических танцев» Сергея Рахманинова.
Был написан также ряд сольных сочинений для саксофона: Рапсодия Дебюсси (1903, оркестрованная Жаном Роже-Дюкасом в 1911); Концерт, соч. 109 Александра Глазунова; две Баллады Франка Мартена, Хорал с вариациями, соч. 55 Венсана д’Энди; Камерное концертино Ибера; «Легенда» Флорана Шмитта; Концерт Ларса-Эрика Ларссона; Концерт для двух фортепиано, хора и квартета саксофонов с оркестром (1934) Жермен Тайфер; Сюита для саксофона и гитары, соч. 291 (1976), Трио для трёх саксофонов, соч. 331 (1979), Концерт для саксофона и струнного оркестра, соч. 344 (1980) Алана Хованесса; Концерт для квартета саксофонов с оркестром Филипа Гласса (1995); Концерт для саксофона и виолончели с оркестром Майкла Наймана (1996); а также произведения менее известных авторов, таких как Жан Абсиль, Хенк Бадингс, Эжен Бозза, Гастон Брента, Андре Капле, Рэймон Шеврёй, Мариус Констан, Уилл Эйзенман, Анри Томази и многих других. Среди русских композиторов, создававших произведения для саксофона (соло и ансамбли), — Эдисон Денисов, София Губайдулина, Вячеслав Артёмов, Николай Пейко, Андрей Эшпай, Татьяна Чудова, Юрий Каспаров, Дмитрий Капырин.
С 1969 года регулярно проводятся Всемирные конгрессы саксофонистов, в рамках которых проходят конкурсы и фестивали, издаются книги и периодические издания. В 1995 году в Бордо был открыт Европейский центр саксофона, задачей которого является сбор всех существующих материалов, имеющих отношение к саксофону, и дальнейшее продвижение этого инструмента в рамках современной музыки.

### В джазе
В конце XIX века в США зародился новый музыкальный стиль — джаз, и саксофон почти сразу стал одним из основных его инструментов. Специфичное звучание инструмента и огромные выразительные возможности как нельзя лучше подходили для этого стиля. Примерно с 1918 года, по выражению одного из критиков, страну захлестнула «саксофономания». Налаженное массовое производство этих инструментов способствовало их быстрому распространению, и уже по самым ранним из сохранившихся записей джазовых музыкантов конца 1910-х — начала 1920-х годов можно услышать, что саксофон пользуется огромной популярностью в этом жанре.
В эпоху свинга (с середины 1930-х годов) в моду вошли джазовые оркестры (биг-бэнды), в которых группа саксофонов стала обязательной частью. Как правило, в состав такого оркестра входили не менее пяти саксофонов (два альтовых, два теноровых и один баритоновый), однако состав мог варьироваться, при этом один из саксофонистов также иногда играл на кларнете, флейте или более высокой разновидности саксофона (сопрано или сопранино). Среди выдающихся саксофонистов этого времени, игравших соло, — Лестер Янг (1909—1954), Коулмен Хоукинс (1904—1969), позднее — Чарли Паркер (1920—1955).
В современном джазе саксофон остаётся одним из ведущих инструментов. Во второй половине XX века крупными исполнителями были Джулиан «Кэннонболл» Эддерли (1928—1975), Джон Колтрейн (1926—1967), Джерри Маллиган, Майкл Брекер, Фил Вудс, Орнетт Коулман, Стэн Гетц, Пол Дезмонд и многие другие.

## Конструкция

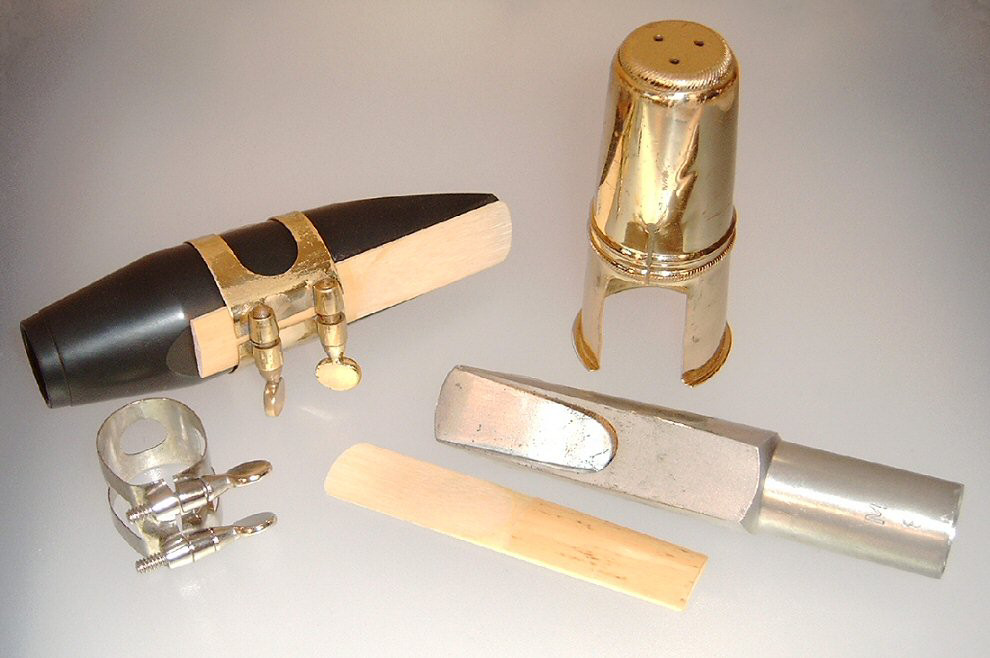
Мундштуки, трости, лигатуры и колпачок тенорового саксофона

Саксофон представляет собой постепенно расширяющуюся и изогнутую S-образно трубку из латуни. Сопрано и сопранино саксофоны имеют небольшую длину и поэтому как правило не изгибаются.
Трубка состоит из раструба, основной части корпуса с клапанами, и эски — короткой съёмной трубки, к которой присоединяется мундштук из эбонита, пластика или металла. При помощи лигатуры на мундштук устанавливается трость — звукообразующий элемент.
Существуют разные конструкции лигатур — с двумя или одним зажимным винтом, из металла или кожи.
Для предохранения трости от случайного повреждения используется специальный металлический или пластмассовый колпачок, который надевается на мундштук при кратковременных перерывах в игре.
Саксофон снабжён сложной системой клапанов, закрывающих и открывающих отверстия на его корпусе. Их количество варьируется от 19 до 22 в зависимости от разновидности инструмента.

## Разновидности

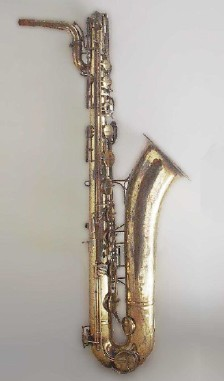
Баритоновый саксофон

Семейство саксофонов, сконструированных Саксом, состояло из четырнадцати разновидностей. В наше время используется только шесть:
| Саксофон  | Строй          | Транспозиция                          |
| --------- | -------------- | ------------------------------------- |
| Сопранино | Es (ми-бемоль) | малая терция вверх                    |
| Сопрано   | B (си-бемоль)  | большая секунда вниз                  |
| Альт      | Es             | большая секста вниз                   |
| Тенор     | B              | большая нона вниз                     |
| Баритон   | Es             | большая терцдецима вниз               |
| Бас       | B              | большая секунда через две октавы вниз |

Чаще всего применение в музыке находят сопрановый, альтовый, теноровый и баритоновый саксофоны. Они составляют квартет саксофонов. Иногда в таких ансамблях сопрановый саксофон заменяется вторым альтовым. Сопрановый, альтовый и теноровый саксофоны используются как в классической музыке, так и в джазе, баритоновый — преимущественно в джазе и родственных жанрах.
Бо́льшая часть саксофонов — транспонирующие инструменты, то есть ноты, исполняемые ими, не соответствуют по высоте звучания написанным. Современные саксофоны делятся по строю и, соответственно, по транспонированию на две группы: in Es (при исполнении ноты до прозвучит ми-бемоль) и in B (при исполнении ноты до прозвучит си-бемоль).
Сакс сконструировал две группы саксофонов: первая — инструменты in C и in F (в строях до и фа соответственно) — предназначалась для симфонических оркестров, вторая (те, которые известны сегодня) — инструменты in B и in Es (в строях си-бемоль и ми-бемоль соответственно) — должна была стать частью военных духовых оркестров. Однако вскоре выяснилось, что инструменты военных оркестров обладают рядом преимуществ перед саксофонами in C и in F. Постепенно инструменты «симфонических» строев вышли из употребления и после 1930 года массово уже не выпускались, хотя сопрановый саксофон in C изредка используется в практике некоторых музыкантов.
Диапазон саксофона состоит из трёх регистров: низкого, среднего и высокого и покрывает две с половиной октавы. В некоторых современных сочинениях используется «фальцетный» регистр (выше высокого), который достигается с помощью специальной аппликатуры, позволяющей достичь «флажолетных» гармонических звучаний.

## Технические возможности

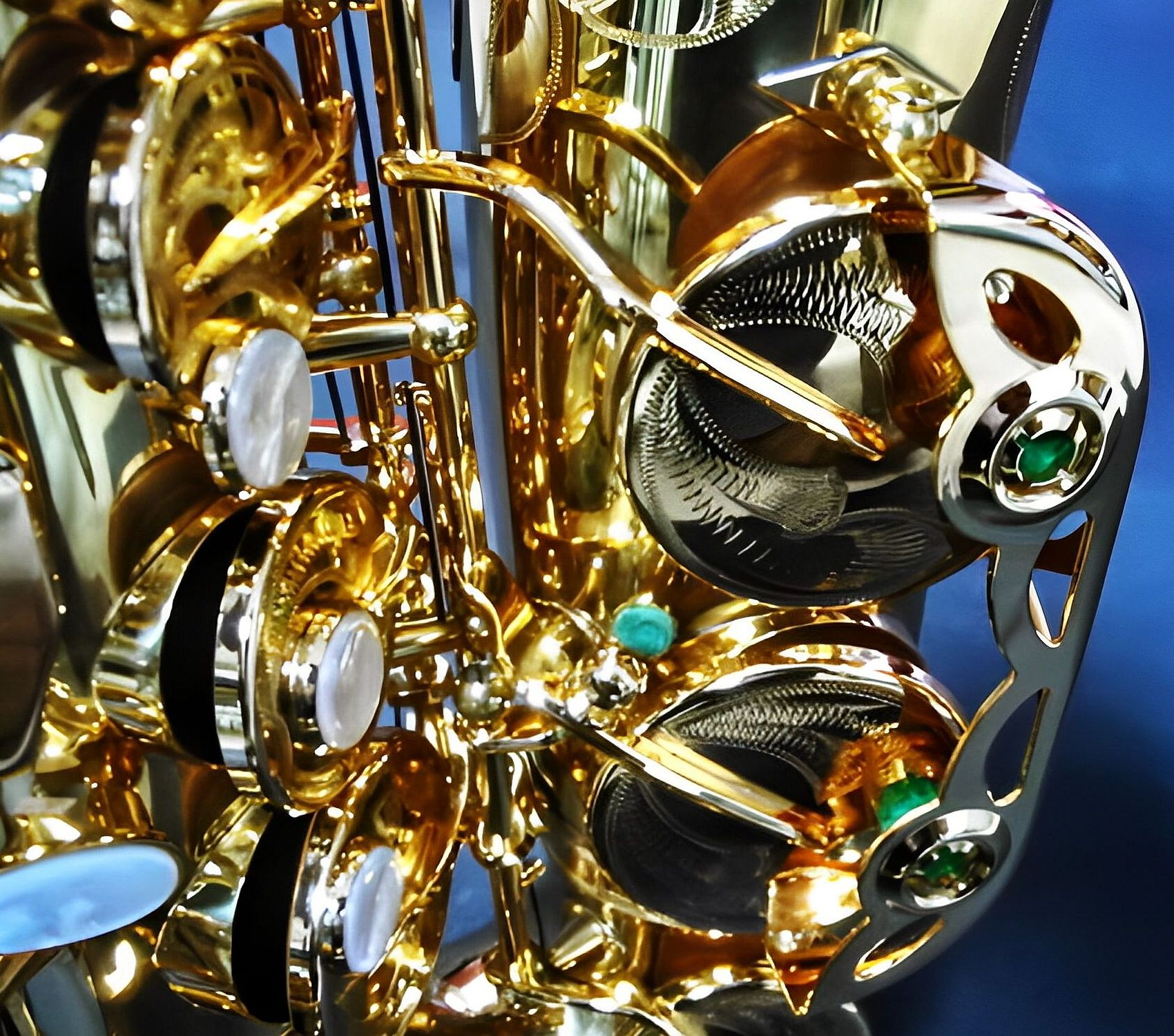
Фрагмент клапанного механизма альтового саксофона

Аппликатура саксофона близка аппликатуре флейты, а принцип извлечения звука сходен со звукоизвлечением на кларнете, но немного легче сделать амбушюр. При этом регистры саксофона более однородны, чем регистры кларнета.
Возможности саксофона очень широки: по технической подвижности, особенно в легато, он конкурирует с кларнетом, возможна большая амплитуда вибрации звука, чёткое акцентированное стаккато, глиссандированные переходы с одного звука на другой. К тому же саксофон обладает значительно большей, чем у других деревянных духовых, силой звука (примерно как у валторны). Способность саксофона (впрочем, как и валторны) органически сливаться как с группой деревянных, так и медных духовых помогает ему успешно объединять эти группы по тембру.
В джазе и при исполнении современной музыки саксофонисты используют самые разнообразные приёмы игры — фруллато (тремоло на одной ноте с помощью языка), резонансное звучание, исполнение в сверхвысоком регистре с флажолетными звучаниями, многоголосное звучание и др.

## Выдающиеся саксофонисты
Сольное исполнительство на саксофоне начало развиваться с середины XIX века усилиями бельгийских и французских музыкантов. Активно продвигал своё изобретение сам Сакс, среди других саксофонистов этого времени ― Анри Вюиль, Луи Майёр, Жан Мурман, Жан-Батист Суаль. Одним из первых музыкантов, познакомивших с саксофоном американскую публику, был Эдуард Лефебр, француз по происхождению, в 1884 году принявший гражданство США. Выдающейся саксофонисткой была Элиза Холл, которой посвящены более 40 сочинений композиторов-современников. Особое направление представляет собой творчество Руди Видофта, выступавшего в 1920―30-е годы.
XX век в истории классического саксофона связывается с именами двух крупнейших исполнителей ― Сигурда Рашера и Марселя Мюля. Успешно выступали на мировых сценах Густав Бумке, Сесил Лизон, Жюль де Врис, Жан-Мари Лондейкс, Лев Михайлов и многие другие саксофонисты.
В джазе солисты-саксофонисты заняли доминирующее положение с конца 1920-х годов. Среди наиболее выдающихся из них ― Коулмен Хокинс, Джонни Ходжес, Чарли Паркер, Лестер Янг, Сонни Роллинс, Джон Колтрейн, Бен Уэбстер.